# Apatxe (pel·lícula)
Apatxe o Apache és una pel·lícula estatunidenca dirigida per Robert Aldrich estrenada el 1954. Ha estat doblada al català.

## Argument
Rebutjant la rendició de Gerónimo i dels apatxes, Massai vol continuar la guerra contra els blancs per les armes. Després d'anys de sagnant lluita contra els colons i l'exèrcit, el cap apatxe Gerónimo es veu obligat a abandonar la seva terra. Però Massai (Lancaster), el guerrer més orgullós de la tribu, es nega a acceptar la derrota i decideix enfrontar-se amb astúcia a la cavalleria. Llevat, és clar, que la seva dona, embarassada, i l'exemple dels Cherokees que viuen en pau amb els blancs, el facin canviar d'opinió.

## Repartiment
- Burt Lancaster: Massai
- Jean Peters: Nalinle
- John McIntire: Al Sieber
- Charles Buchinsky: Hondo
- John Dehner: Weddle
- Paul Guilfoyle: Santos
- Ian MacDonald: Cagg
- Walter Sande: Tinent-Coronel Beck
- Morris Ankrum: Dawson / El cherokee
- Monte Blue: Gerónimo

## Crítica
La segona pel·lícula com a director de Robert Aldrich, produïda pel seu propi protagonista, Burt Lancaster, i llunyanament basada en un fet real. Encara que l'argument resulta poc creïble, la cinta té el mèrit de ser una de les primeres a allunyar-se de l'estereotip hollywoodià de l'indi dolent, per donar un punt de vista molt més favorable als nadius americans. En un paper secundari apareix un Charles Bronson encara lluny del seu posterior estatus d'estrella, reflectit en els títols de crèdit amb el seu nom autèntic: Charles Buchinsky.

## Al voltant de la pel·lícula
- El final previst inicialment per Aldrich era més pessimista, Hondo (Charles Bronson) havia de matar el seu germà Massai en l'acorralament final. United Artists, espantats per la negror d'aquesta conclusió, van imposar la seva malgrat el descontentament de Burt Lancaster, sempre darrere el seu realitzador.